# Меїсса Біге
Меїсса Біге (д/н —1763) — 17-й дамель (володар) держави Кайор в 1748—1749, 1758—1759 і 1760—1763 роках.

## Життєпис
Походив з династії Фалл. Син Біге Нгоне і онук дамеля Лат Сукабе Нгоне. 1748 року після смерті стрийка Меїсса Теінде Веджа обирається новим володарем Кайору. Втім проти нього виступив стрийко Махуа, якого підтримав Нд'як Арам Бакар, брак (володар) держави Ваало. 1749 року в битві біля Ндіамсіла дамель зазнав поразки. війська Ваало поставили дамелем Доробе Мавоо Мбата. В результаті Кайор було розділено між Меїсса Біге, що отаборився в частині Баола, Махуа і Доробе.
У 1752 році поновив війну із стрийком. 1754 року уклав союз з Нд'як Арам Бакаром, а потім еміратом Трарза. 1756 році загинув Махуа. 1758 року Меїсса Біге повалив нового дамеля Бірама Куду Ндумбе. Але у 1759 році останній за підтримки Бакаа-Там Бурі-Ніабу, буурба (володаря) держави Волоф, знову повалив Меїсса Біге. Але 1760 році останній за підтримки Натаго Арама, брака Ваало, поновився на троні.
Втім панував до 1763 року. загинувши у війні проти держави Волоф. Йому спадкував стриєчний брат Мадіардіор Ясін Іса.